# بابی کمبل
 بابی کمبل  (انگلیسی: Bobby Campbell؛ ‏ تلفظ نام‌خانوادگی: ‎/ˈkæmbəl/‎؛ ‏ زاده ۲۳ آوریل ۱۹۳۷ میلادی) بازیکن و مربی فوتبال سابق انگلیسی است. از تیم‌های مشهور که وی در آن بازی کرده‌است می‌توان به تیم لیورپول اشاره کرد.همچنین وی به مدت ۳ فصل سرمربی باشگاه چلسی بوده‌است.